# Fredrik Adlercreutz
Fredrik Thomas Adlercreutz ([a:dlerkröjts]; spanska: Federico Tomás Adlercreutz), född 25 augusti 1793 i Borgå socken, död 9 november 1852 i Stockholm, var en svensk greve, militär, generalkonsul och guvernör. Han befann sig i Colombia åren 1820–1831.

## Biografi
Fredrik Thomas Adlercreutz föddes som förste son till greve Carl Johan Adlercreutz (1757–1815) och friherrinnan Henrietta Amalia Stackelberg. Han växte upp på godsen Gammelbacka och Kiala i Finland.

## Militär karriär
Adlercreutz skrevs 1806 in som kadett vid Karlbergs krigsskola. Adlercreutz avlade officersexamen vid nämnda krigsskola 1809.
Adlercreutz ledsagade 1810 den svenske tronföljaren (Karl XIV Johan) till Stockholm och vann dennes förtroende. Under de följande åren tjänstgjorde han som kunglig kurir och budbärare samt 1813–1814 som kronprinsens personlige adjutant vid den allierade nordarméns stab. Adlercreutz utmärkte sig bland annat i slaget vid Leipzig den 7 oktober 1813, där hans far förde befälet. Han deltog även i norska fälttåget 1814.

## Diplomati och ämbetsuppdrag
Efter garnisonstjänst i Stockholm begav sig Adlercreutz till Sydamerika, där han 1820 trädde i republiken Colombias tjänst och knöt vänskapsband med Simón Bolivar. Han gjorde en viktig insats vid intagningen av Cartagena 1821 och ingick följande år äktenskap med en spansk officersdotter. Adlercreutz utnämndes 1828 av Bolivar till provinsguvernör, men efter dennes död 1830 blev han utvisad till Kuba och kunde återvända till Sydamerika först nio år senare. Därefter utsågs han till svensk handelsattaché och generalkonsul i Venezuela, Ecuador och Nya Granada. Från denna tjänst erhöll han avsked 1852.

## Personligt

### Äktenskap

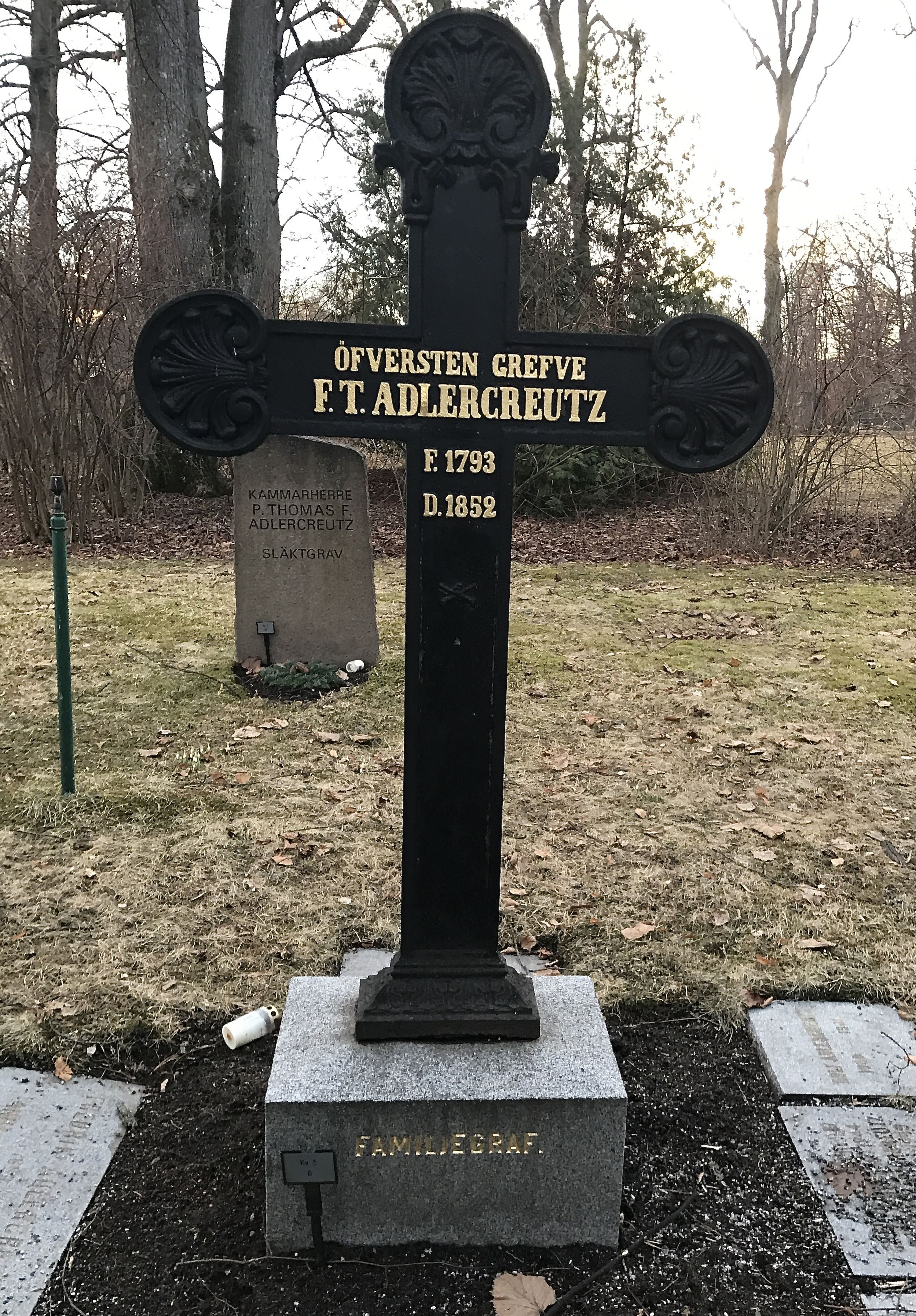
Fredrik T. Adlercreutz gravvård.

Adlercreutz gifte sig den 12 november 1822 i Cartagena med donna Maria Josefa Diaz-Granados, dotter till don Nicolas Diaz-Granados och donna Maria Fransisca Panisa. I äktenskapet föddes flera barn, däribland Valentin Adlercreutz.

### Död
Adlercreutz avled den 9 november 1852 och begravdes på Norra begravningsplatsen i Stockholm.